# Округ Драч
Драч (алб. Qarku i Durrësit) један је од 12 округа Албаније. Налази се у Централној Албанији, а главни град округа је Драч.